# Il riccio (film)
Il riccio (Le Hérisson) è un film del 2009 diretto da Mona Achache, basato sul romanzo L'eleganza del riccio (L'Élégance du hérisson) dell'autrice francese Muriel Barbery.

## Trama
Renée Michel è la portinaia di un elegante stabile di Parigi abitato da agiate famiglie dell'alta borghesia. Renée è vedova da diversi anni, ha un aspetto burbero e sciatto, cela a tutti il suo grande interesse per la letteratura e la filosofia. Nello stabile vive anche la famiglia di Paloma Josse, una bambina di undici anni molto intelligente, che filma tutto ciò che vede con una vecchia videocamera che le ha regalato il padre. Paloma però è decisa a suicidarsi il giorno del suo dodicesimo compleanno per non diventare, un giorno, come gli adulti che la circondano. Un giorno Kakuro Ozu, un elegante e raffinato giapponese, si trasferisce in un appartamento della palazzina. Fa la conoscenza di Paloma e si offre di darle qualche lezione di giapponese. Quando al signor Ozu viene presentata Renée capisce, cogliendo una citazione tratta da Anna Karenina, che la donna nasconde una certa eleganza interiore.

## Produzione
La regista Mona Achache notò casualmente il libro leggendo le quarte di copertina dei libri esposti in una libreria, e decise allora di adattarlo per il grande schermo. I diritti per la trasposizione del libro furono acquisiti ben prima del successo editoriale, e nella fase di sceneggiatura, la regista cercò di non farsi influenzare da pareri esterni. Subito pensò a Josiane Balasko come protagonista, mentre per la scelta di Paloma furono sottoposte a selezione centinaia di bambine; alla prova, le piccole dovevano recitare anche la frase "Io sono intelligente"; secondo la regista, se le altre ragazze risultavano irritanti nel dirlo, Garance Le Guillermic invece mostrava un tono quasi a volersi scusare, cosa che la colpì molto.
Se nel libro vi è il diario di Paloma, per raccontare la sua quotidianità qui la piccola utilizza una cinepresa, una scelta per rispettare e tradurre lo spirito poetico del libro; il pesce rosso invece, nel romanzo solo accennato, nel film diventa un personaggio, metafora e sfogo di Paloma..
«A convincere Josiane Balasko, che non aveva letto il romanzo, a diventare Renée, è stato questo: la possibilità di raccontare ancora una volta "le donne invisibili, che poi sono la maggior parte. Non siamo tutte Monica Bellucci. Dall'inizio della mia carriera mi interessa mostrare la grande forza interiore che hanno"» 

## Controversie
Nelle parole della regista, la scrittrice del romanzo originale si è mostrata poco interessata alla trasposizione, giudicandola comunque una cosa diversa dal libro. Per la Achache, come titolo è stato scelto solo Il riccio poiché durante la lavorazione era questo il "soprannome" dato al film, ma secondo le agenzie è stata la produzione a disconoscere il film e a negare sia il titolo sia la formula "liberamente tratto da" sui titoli di testa.

## Riconoscimenti
- 2009 - Semana Internacional de Cine de Valladolid
  - Premio del pubblico
  - Migliore musica
- 2010 - Seattle International Film Festival
  - Miglior film